# Cecilia Robustelli
Cecilia Robustelli (Pontedera, 1957) è una linguista italiana.

## Biografia
Nata nel 1957 a Pontedera , ha frequentato il liceo classico e si è laureata con lode in lettere classiche  nel 1982 all'Università di Pisa, con la tesi di laurea Il suffisso latino -(t)ivus. Ha proseguito gli studi in Gran Bretagna e negli Stati Uniti. Nel 1988 ha conseguito il Master of Arts in linguistica Italiana e nel 1993 il PHd dottorato di ricerca in Linguistica Italiana, con la tesi Indagine diacronica sul construtto causativo italiano fare e infinito presso l'Università di Reading. È stata docente fino al 1997 presso l'università londinese Royal Holloway e l'università di Cambridge; è stata Fulbright Visiting Scholar presso la Cornell University nel 1997-1998.
Dal 2001 presta servizio presso l'Università degli Studi di Modena e Reggio Emilia, dove è professoressa di prima fascia di linguistica italiana ed è stata direttrice scientifica dei Corsi di Lingua e Cultura Italiana per Stranieri; si occupa in particolare di storia della grammatica, linguistica storica, politica linguistica italiana nell'Unione europea, del rapporto tra lingua e genere e di sessismo nella lingua italiana e di linguaggio amministrativo.
Ha iniziato a collaborare nel 2001 con l'Accademia della Crusca nell'ambito del Progetto Biblioteche Speciali per il settore Cinque secoli di grammatiche, per proseguire come consulente per la politica linguistica dell'Accademia in ambito europeo per l'attività della European Federation of National Institutions for Language (EFNIL) e ha fatto parte del suo comitato del comitato esecutivo.
È una delle ventisette fondatrici della Rete REI e fa parte del Centro di Ricerca, Trasferimento e Alta Formazione di Linguistica Storica e Teorica (CLIEO) fondato dall'Accademia della Crusca; è socia della Philological Society, della Society for Italian Studies, della Società di linguistica italiana, dell'Associazione per la Storia della Lingua Italiana, della Società Internazionale di Linguistica e Filologia Italiana, della American Association for Italian Studies (AAIS) e socia corrispondente dell'Accademia Nazionale di Scienze, Lettere e Arti di Modena; fa parte del Network europeo Women in Leadership (WIL) promosso da Microsoft e dall'allora France Télécom. È stata presidente dell'Associazione per la qualità degli atti amministrativi fondata da ITTIG-CNR e dall'Accademia della Crusca.
Ha pubblicato articoli per varie riviste, quali Crusca per voi (ed. Accademia della Crusca), Limes, Studi di grammatica italiana, Studi e saggi linguistici, Modern language review, The italianist, Studi Italiani di Linguistica Teorica e Applicata, XXIX; ha scritto voci e capitoli per le enciclopedie redatte dall'Istituto dell'Enciclopedia Italiana e dall'Accademia della Crusca.
Ha fatto parte del Comitato Scientifico del Progetto Dante Alighieri – MIUR "Nel mezzo del cammin di nostra scuola", per la realizzazione di iniziative in ambito scolastico per l’attuazione del punto 5.2. Educazione del “Piano d’azione straordinario contro la violenza sessuale e di genere” (2016-2017).  
Ha fatto parte del gruppo "Esperti del linguaggio di genere" del CPO della Presidenza del Consiglio dei Ministri insediato nel 2015 e del "Tavolo tecnico" per la redazione delle Linee guida nazionali (sull'uso del genere (Art.1, comma 16, Legge 107/2015, "Educare al rispetto: per la parità tra i sessi. La prevenzione della violenza di genere e di tutte le forme di discriminazione"). 
Ha coordinato il gruppo di lavoro sulle Linee Guida sull'uso del genere nel linguaggio amministrativo del MIUR(2017-2018) .
È stata vicepresidente della Fondazione Piaggio di Pontedera dal 2018 al 2022 e presidente della Commissione Pari Opportunità dell'Unione Valdera dal 2017 al 2019. Dal 2021 fa parte della Commissione regionale Pari Opportunità della Regione Toscana ed è vicepresidente del EFNIL: European Federation of National Institutions for Language. Dal 2022 fa parte del Comitato scientifico dell'ordine dei Giornalisti della Toscana. Nel 2022 è stata nominata da Forbes tra  le 100 donne più importanti in Italia.

## Opere

### Libri
- Lingua italiana e questioni di genere. Riflessi linguistici di un mutamento socioculturale di Cecilia Robustelli, Roma, Aracne, 2018, ISBN 978-88-25517-14-9.
- Sindaco e sindaca. Il linguaggio di genere di Cecilia Robustelli e Claudio Marazzini, 2016, Accademia della Crusca e la Repubblica, Roma;[18] 2017, GEDI Gruppo Editoriale, ISBN 978-88-8371-569-3.
- Language Use in University Teaching and Research, di Cecilia Robustelli e Gerhard Stickel, Peter Lang GmbH, 2014, ISBN 978-36-3166-472-8.
- Le lingue d'Europa patrimonio comune dei cittadini europei 2008, Accademia della Crusca, a cura di Marco Benedetti e Cecilia Robustelli, ISBN 978-92-79090-60-8.
- A Reference Grammar of Modern Italian in lingua inglese, 2007, Routledge, di Martin Maiden e Cecilia Robustelli, ISBN 978-0-340-91339-0.
- Vivere l'intercultura 2007, Stauffenburg, di Antonie Hornung e Cecilia Robustelli, ISBN 978-3-86057-636-6.[19]
- Grammatici italiani del Cinque e del Seicento. Vie d'accesso ai testi 2006, Mucchi, ISBN 978-88-7000-44-10.
- Percorsi linguistici e filologici in Cultura Neolatina 2004, Mucchi, ISBN 978-88-7000-400-7.
- Causativi in italiano antico e moderno 2004, Il Fiorino, ISBN 978-88-7549-418-6.

### Linee guida e articoli
- Lo schwa? Una toppa peggiore del buco, in Micromega, 30 aprile 2021
- Linee guida per l’uso del genere nel linguaggio amministrativo del Miur, Ministero dell'Istruzione dell'Università e della Ricerca, Roma, 2018[20]
- Donne, Grammatica e Media 2014, GIULIA (GIornaliste Unite LIbere Autonome), ISBN 978-88-909887-0-7.[21][22]
- Linee guida per l'uso del genere nel linguaggio amministrativo, 2012, Progetto Accademia della Crusca e Comune di Firenze, ISBN 978-88-89608-43-2.[23]
- Guida alla redazione degli atti amministrativi 2011, in collaborazione con l'Istituto di teoria e tecniche dell'informazione giuridica del CNR e Accademia della Crusca, Firenze, ISBN 978-88-905764-0-9.[24]
- Buongiorno dottoressa! Vademecum per la sensibilizzazione all'uso di una lingua non sessista 2008, Azienda Sanitaria dell'Alto Adige, di Gabriella Kustatscher e Cecilia Robustelli.[25]
- Il genere femminile nell'italiano di oggi: norme e uso 2007, Direzione Generale per la Traduzione della Commissione Europea, Bruxelles, 2007.[26]